# Vittorio Ghirelli
Vittorio Ghirelli, né le 9 mai 1994 à Fasano, est un pilote automobile Italien.

## Biographie
Vittorio Ghirelli fait ses débuts en monoplace en 2010. Il commence en Formule 3 italienne avant de s'engager en GP3 Series avec l'écurie Atech Grand Prix où il effectue une saison vierge finissant loin des points et ne se classe que 34e. En 2011, il passe chez Jenzer Motorsport mais là encore il effectue une saison vierge malgré des positions plus proches des points et se classe 25e. Il s'engage aussi simultanément en Formule Renault 2.0 Alps où il se classe neuvième avec 128 points après avoir signé trois podiums dont deux au Circuit Paul Ricard et en Eurocup Formula Renault 2.0 où il peine à marquer des points, il ne se classe que vingt-troisième avec 1 point.
En 2012, Ghirelli passe en Formula Renault 3.5 Series avec l'écurie Comtec Racing. Il y connait une saison difficile finissant loin des points cependant il réalise son meilleur Week-end à Silverstone où il termine 8e et 10e. Il termine la saison vingt-quatrième du championnat avec 5 points. En 2013 il s'engage en Auto GP ù sa saison est une réussite; il monte régulièrement sur le podium décrochant deux victoires au Hungaroring et à Donington Park et signant deux pole positions et cinq meilleurs tours. Il est sacré champion avec 222 points. Cette même année, il s'engage en GP2 Series pour disputer la deuxième partie de saison. Il finit les courses loin des points décrochant tout de même une dixième place lors de la course principale de la manche de Monza et se classe vingt-septième avec 1 point.

## Carrière

### Résultats en GP2 Series
| Année | Équipe               | 1       | 2       | 3       | 4       | 5       | 6       | 7       | 8       | 9       | 10      | 11      | 12      | 13         | 14         | 15         | 16         | 17         | 18         | 19          | 20         | 21          | 22         | Pos | Points |
| ----- | -------------------- | ------- | ------- | ------- | ------- | ------- | ------- | ------- | ------- | ------- | ------- | ------- | ------- | ---------- | ---------- | ---------- | ---------- | ---------- | ---------- | ----------- | ---------- | ----------- | ---------- | --- | ------ |
| 2013  | Venezuela GP Lazarus | SEP FEA | SEP SPR | SAK FEA | SAK SPR | CAT FEA | CAT SPR | MON FEA | MON SPR | SIL FEA | SIL SPR | NÜR FEA | NÜR SPR | HUN FEA 17 | HUN SPR 17 | SPA FEA 18 | SPA SPR 18 | MNZ FEA 10 | MNZ SPR 20 | MRN FEA Ret | MRN SPR 19 | YMC FEA Ret | YMC SPR 19 | 27e | 1      |

### Résultats en GP3 Series
| Année | Équipe            | 1          | 2           | 3          | 4          | 5          | 6          | 7          | 8          | 9          | 10         | 11         | 12          | 13          | 14          | 15          | 16         | Pos | Points |
| ----- | ----------------- | ---------- | ----------- | ---------- | ---------- | ---------- | ---------- | ---------- | ---------- | ---------- | ---------- | ---------- | ----------- | ----------- | ----------- | ----------- | ---------- | --- | ------ |
| 2010  | Atech CRS GP      | CAT FEA    | CAT SPR     | IST FEA 17 | IST SPR 26 | VAL FEA 20 | VAL SPR 22 | SIL FEA 20 | SIL SPR 21 | HOC FEA 15 | HOC SPR 16 | HUN FEA 24 | HUN SPR 15  | SPA FEA Ret | SPA SPR Ret | MNZ FEA 23  | MNZ SPR 21 | 34e | 0      |
| 2011  | Jenzer Motorsport | IST FEA 25 | IST SPR Ret | CAT FEA 9  | CAT SPR 8  | VAL FEA 13 | VAL SPR 9  | SIL FEA 14 | SIL SPR 22 | NÜR FEA 13 | NÜR SPR 11 | HUN FEA 22 | HUN SPR Ret | SPA FEA     | SPA SPR     |             |            | 25e | 0      |
| 2011  | Addax Team        |            |             |            |            |            |            |            |            |            |            |            |             |             |             | MNZ FEA Ret | MNZ SPR 18 | 25e | 0      |

### Résultats en Formula Renault 3.5 Series
| Année | Équipe        | 1        | 2        | 3        | 4        | 5         | 6         | 7         | 8        | 9         | 10      | 11       | 12       | 13       | 14       | 15       | 16       | 17       | Pos | Points |
| ----- | ------------- | -------- | -------- | -------- | -------- | --------- | --------- | --------- | -------- | --------- | ------- | -------- | -------- | -------- | -------- | -------- | -------- | -------- | --- | ------ |
| 2012  | Comtec Racing | ALC 1 12 | ALC 2 17 | MON 1 16 | SPA 1 20 | SPA 2 Ret | NÜR 1 Ret | NÜR 2 Ret | MSC 1 11 | MSC 2 Ret | SIL 1 8 | SIL 2 10 | HUN 1 21 | HUN 2 17 | LEC 1 17 | LEC 2 23 | CAT 1 20 | CAT 2 19 | 24e | 5      |

### Résultats en Auto GP
| Année | Équipe                   | 1       | 2       | 3       | 4     | 5       | 6       | 7       | 8         | 9        | 10      | 11      | 12    | 13    | 14      | 15      | 16        | Pos      | Points |
| ----- | ------------------------ | ------- | ------- | ------- | ----- | ------- | ------- | ------- | --------- | -------- | ------- | ------- | ----- | ----- | ------- | ------- | --------- | -------- | ------ |
| 2013  | Super Nova International | MNZ 1 4 | MNZ 2 3 | MAR 1 9 | MAR 2 | HUN 1 2 | HUN 2 1 | SIL 1 2 | SIL 2 Ret | MUG 1 6  | MUG 2   | NÜR 1 3 | NÜR 2 | DON 1 | DON 2 4 | BRN 2   | BRN 2 3   | Champion | 222    |
| 2014  | Super Nova International | MAR 1   | MAR 2   | LEC 1   | LEC 2 | HUN 1 8 | HUN 2   | MNZ 1   | MNZ 2     |          |         |         |       |       |         | EST 1 2 | EST 2 Ret | 9e       | 44     |
| 2014  | FMS Racing               |         |         |         |       |         |         |         |           | IMO 1 10 | IMO 2 6 | RBR 1   | RBR 2 | NÜR 1 | NÜR 2   |         |           | 9e       | 44     |

### Résultats en Indy Lights
| Année | Équipe            | 1     | 2      | 3     | 4      | 5   | 6   | 7    | 8   | 9   | 10  | 11  | 12  | 13  | 14  | Rang | Points |
| ----- | ----------------- | ----- | ------ | ----- | ------ | --- | --- | ---- | --- | --- | --- | --- | --- | --- | --- | ---- | ------ |
| 2014  | Team Moore Racing | STP 4 | LBH 12 | ALA 8 | ALA 11 | IND | IND | INDY | POC | TOR | MDO | MDO | MIL | SNM | SNM | 13e  | 90     |